# Coulonges (Charente)
Coulonges è un comune francese di 153 abitanti situato nel dipartimento della Charente, nella regione della Nuova Aquitania.

## Società

### Evoluzione demografica
Abitanti censiti